# Jetkul
Jetkul (russisch Е́ткуль) ist ein Dorf (selo) in der Oblast Tscheljabinsk in Russland mit 6760 Einwohnern (Stand 14. Oktober 2010).

## Geographie

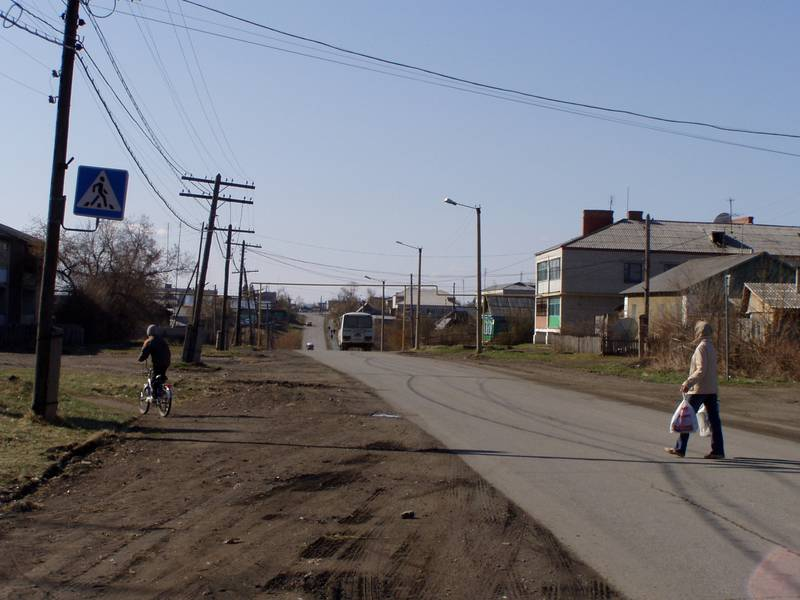
Straße in Jetkul

Der Ort liegt etwa 40 km Luftlinie südsüdöstlich des Oblastverwaltungszentrums Tscheljabinsk im südwestlichen Teil des Westsibirisches Tieflands. Er befindet sich am Westufer des namensgebenden abflusslosen Jetkulsees, 15 km südöstlich der Stadt Korkino und knapp 20 km nordöstlich von Jemanschelinsk.
Jetkul ist Verwaltungszentrum des Rajons Jetkulski sowie Sitz und einzige Ortschaft der Landgemeinde Jetkulskoje selskoje posselenije.

## Geschichte
Das Dorf geht auf eine 1736 oder 1737 errichtete Grenzfestung des Russischen Reiches zurück, die nach dem See als Jetkulskaja krepost bezeichnet wurde.
Am 1. März 1924 wurde das Dorf Verwaltungssitz eines nach ihm benannten Rajons. In den 1930er-Jahren wurde die Verwaltung in das aufstrebende Korkino verlegt, mit der Verleihung des Stadtrechts an Korkino und dessen Ausgliederung als oblastunterstellte Stadt 1942 jedoch wieder zurück nach Jetkul. 1959 wurde der Rajon vorübergehend ausgelöst, aber zum 12. Januar 1965 wieder neu gegründet.

### Bevölkerungsentwicklung
| Jahr | Einwohner |
| ---- | --------- |
| 1897 | 2145      |
| 1970 | 4312      |
| 1979 | 5358      |
| 1989 | 5689      |
| 2002 | 6208      |
| 2010 | 6760      |

Anmerkung: Volkszählungsdaten

## Verkehr
Unmittelbar westlich des Dorfes verläuft die Regionalstraße 75K-012, die zwischen Tscheljabinsk und Korkino von der föderalen Fernstraße A310 (ehemals M36) beziehungsweise der Umgehung von Tscheljabinsk 75K-205 abzweigt und in das südöstlich benachbarte Rajonzentrum Oktjabrskoje führt. Die nächstgelegene Bahnstation befindet sich 20 km westlich in Jemanschelinsk an der Strecke Tscheljabinsk – Orsk/Qostanai.